# Asteracanthus
Asteracanthus es un género extinto de pez hybodontiforme, que existió en el del Jurásico temprano hasta el Cretácico de Europa.

## Descripción
Astercanthus era entre el más grande hybodontiforme, logrando una longitud de 2-3 metros. La dentición de Astercanthus es altamente coronada y multicúspide.

## Registros de fósil

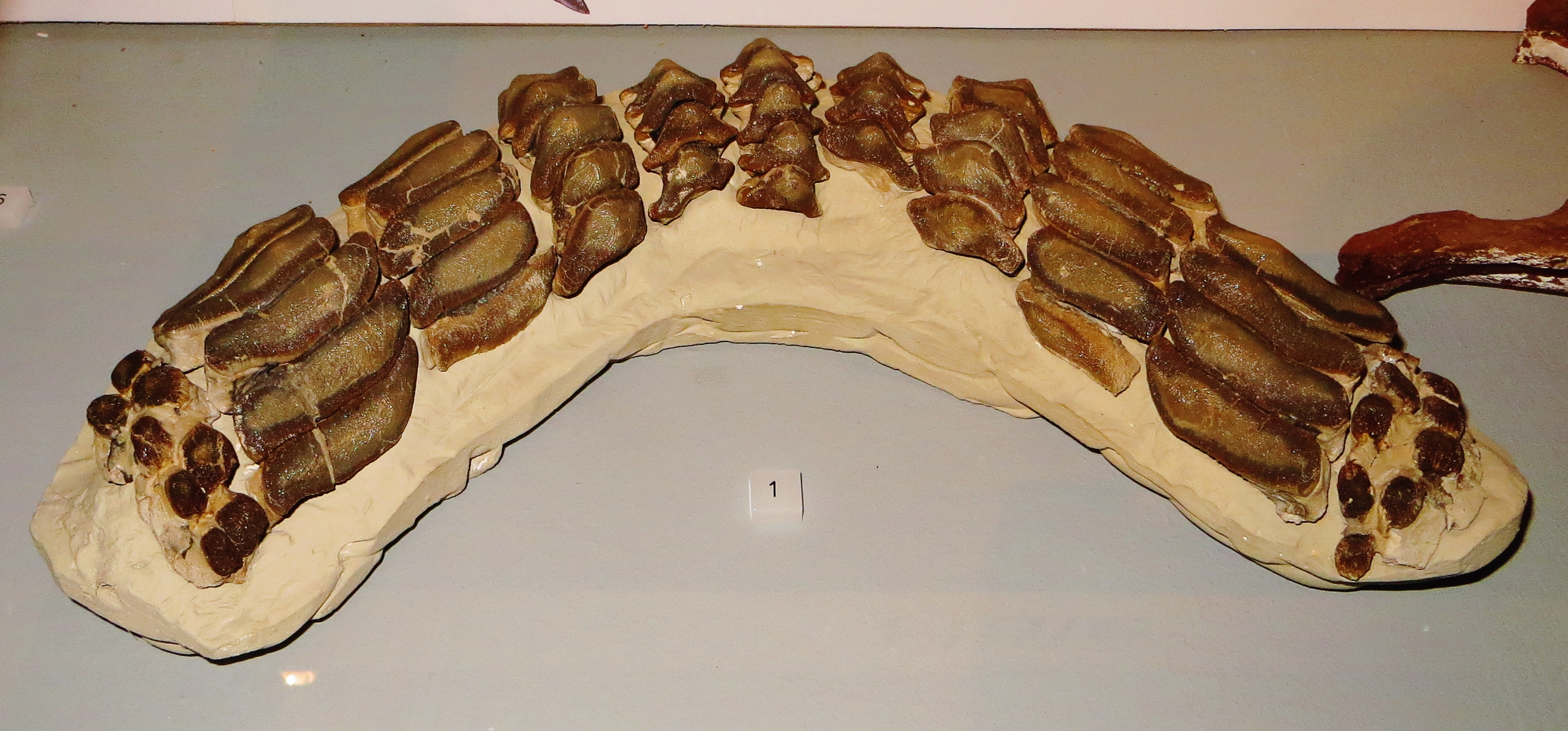
Dientes de fósil de Asteracanthus

Este género ha sido informado del Triásico medio al Cretáceo, aunque el género tan actualmente circunscribió fechas del Bathonian-Valanginian, predominantemente de Fósiles de Europa están encontrados en los estratos marinos de Estados Unidos, Irán, Suiza, Madagascar y Europa. Un esqueleto completo estuvo descrito en 2021 del Tardío Jurassic (Tithonian) envejeció Solnhofen Caliza. Anteriormente considerado sinónimo, el genus Strophodus (Medio Triassic-Tardío Cretaceous) es ahora considerado distinto, con los dientes de Asteracanthus habiendo más en común con Hybodus y Egertonodus.

## Hábitos de vida
El género parece a ha sido adaptado para condiciones marinas abiertas, y probablemente tuvo un epibéncito hábito.

## Especies
Especies dentro de este género incluye:
- Asteracanthus magnus Agassiz 1838
- Asteracanthus medius Owen 1869
- Asteracanthus minor Agassiz 1837
- Asteracanthus ornatissimus Agassiz 1837
- Asteracanthus papillosus Egerton 1854
- Asteracanthus semisulcatus Agassiz 1837
- Asteracanthus tenuis Agassiz 1838